# Villeneuve-Saint-Nicolas
Pour les articles homonymes, voir Villeneuve.
Villeneuve-Saint-Nicolas est une ancienne commune française située dans le département d'Eure-et-Loir en région Centre-Val de Loire, devenue le 1er janvier 2016 une commune déléguée au sein de la commune nouvelle de Villages Vovéens.

## Géographie

### Situation

Situation géographique
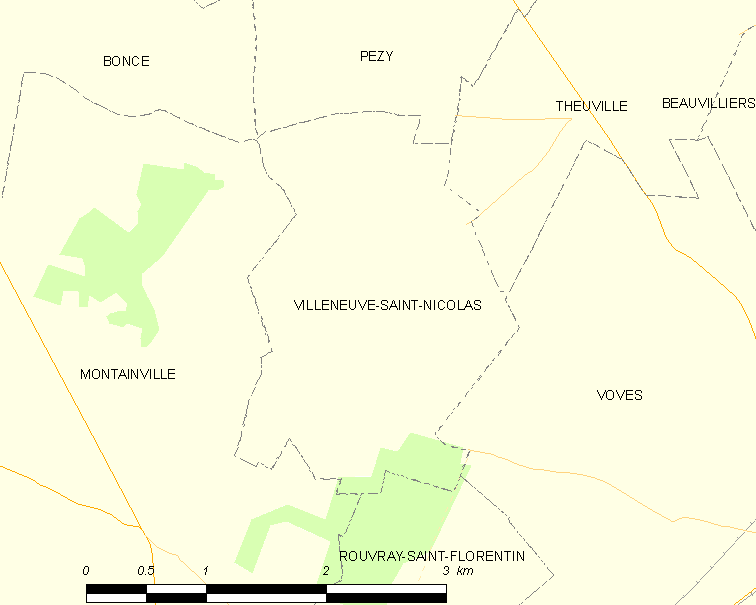
Carte de la commune de Villeneuve-Saint-Nicolas, 2012.

### Communes limitrophes
| Boncé        | Pézy                     | Theuville |
| Montainville | Villeneuve-Saint-Nicolas | Voves     |
|              | Rouvray-Saint-Florentin  |           |

## Politique et administration

### Liste des maires
| Période                                  | Période          | Identité      | Étiquette | Qualité  |
| ---------------------------------------- | ---------------- | ------------- | --------- | -------- |
| Les données manquantes sont à compléter. |                  |               |           |          |
| mars 2001                                | 31 décembre 2015 | Didier Roquet | SE        | Retraité |

## Population et société

### Démographie
L'évolution du nombre d'habitants est connue à travers les recensements de la population effectués dans la commune depuis 1793. À partir du 1er janvier 2009, les populations légales des communes sont publiées annuellement dans le cadre d'un recensement qui repose désormais sur une collecte d'information annuelle, concernant successivement tous les territoires communaux au cours d'une période de cinq ans. 
Pour les communes de moins de 10 000 habitants, une enquête de recensement portant sur toute la population est réalisée tous les cinq ans, les populations légales des années intermédiaires étant quant à elles estimées par interpolation ou extrapolation. Pour la commune, le premier recensement exhaustif entrant dans le cadre du nouveau dispositif a été réalisé en 2005,.
En 2013, la commune comptait 153 habitants, en évolution de +19,53 % par rapport à 2008 (Eure-et-Loir : +1,94 %, France hors Mayotte : +2,49 %).
| 1793 | 1800 | 1806 | 1821 | 1831 | 1836 | 1841 | 1846 | 1851 |
| ---- | ---- | ---- | ---- | ---- | ---- | ---- | ---- | ---- |
| 192  | 196  | 219  | 236  | 290  | 283  | 261  | 282  | 278  |

| 1856 | 1861 | 1866 | 1872 | 1876 | 1881 | 1886 | 1891 | 1896 |
| ---- | ---- | ---- | ---- | ---- | ---- | ---- | ---- | ---- |
| 298  | 296  | 276  | 239  | 228  | 199  | 205  | 207  | 208  |

| 1901 | 1906 | 1911 | 1921 | 1926 | 1931 | 1936 | 1946 | 1954 |
| ---- | ---- | ---- | ---- | ---- | ---- | ---- | ---- | ---- |
| 197  | 193  | 198  | 157  | 160  | 145  | 139  | 130  | 129  |

| 1962 | 1968 | 1975 | 1982 | 1990 | 1999 | 2005 | 2010 | 2013 |
| ---- | ---- | ---- | ---- | ---- | ---- | ---- | ---- | ---- |
| 112  | 88   | 90   | 102  | 93   | 102  | 121  | 143  | 153  |

## Culture locale et patrimoine

### Lieux et monuments
- Église Saint-Laurent

L'église Saint-Laurent
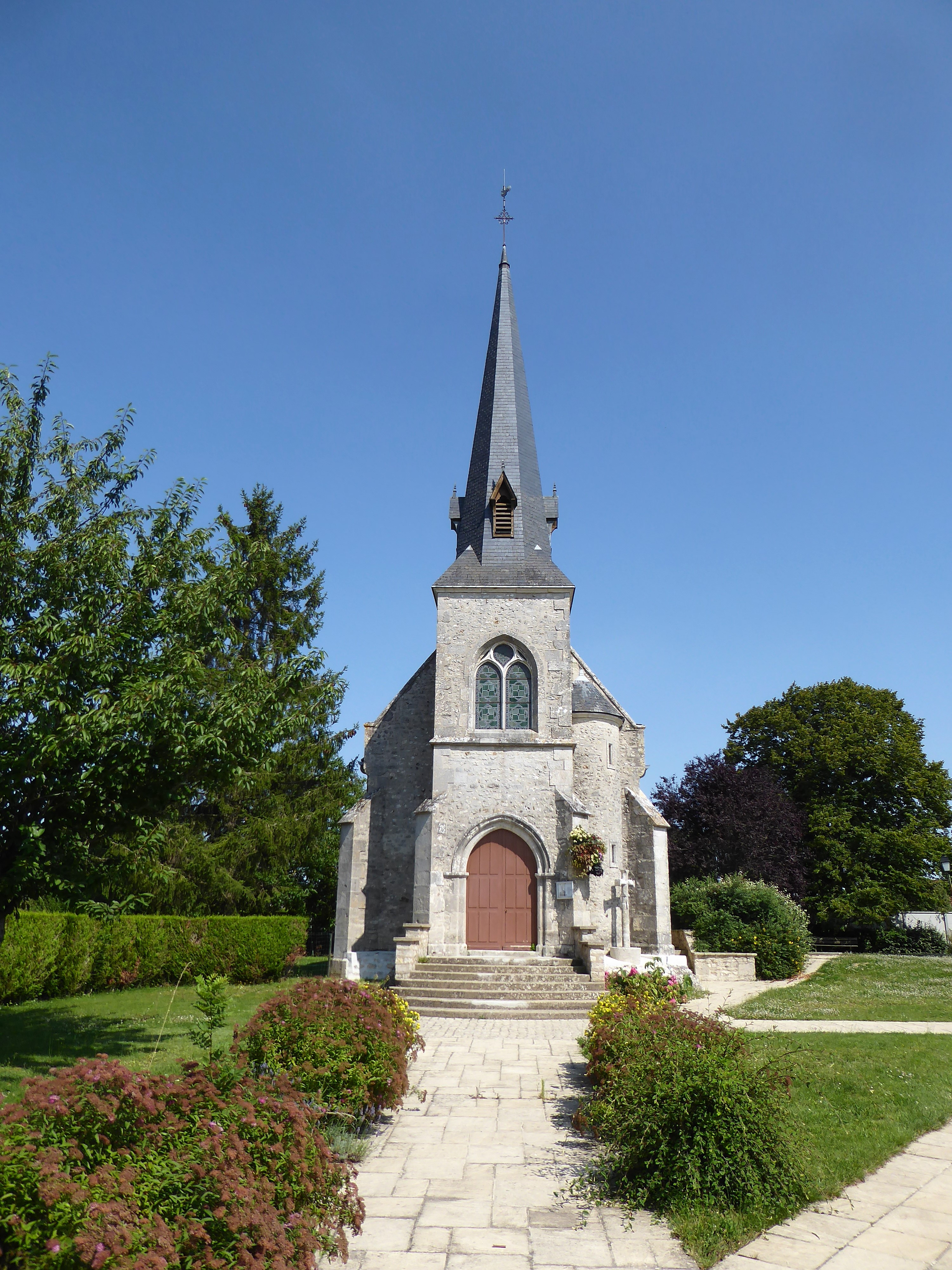
Façade ouest.
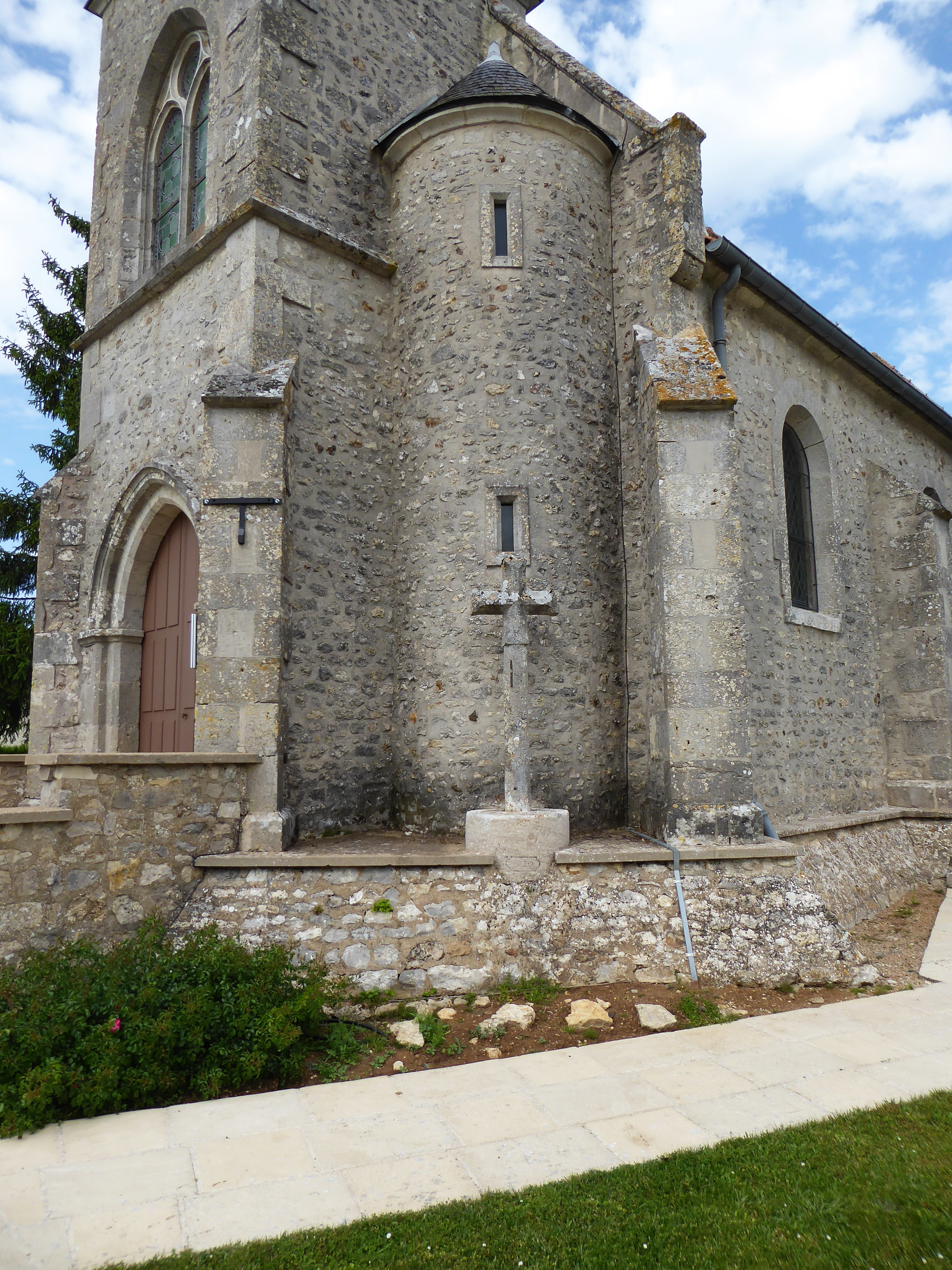
Croix de 1730.
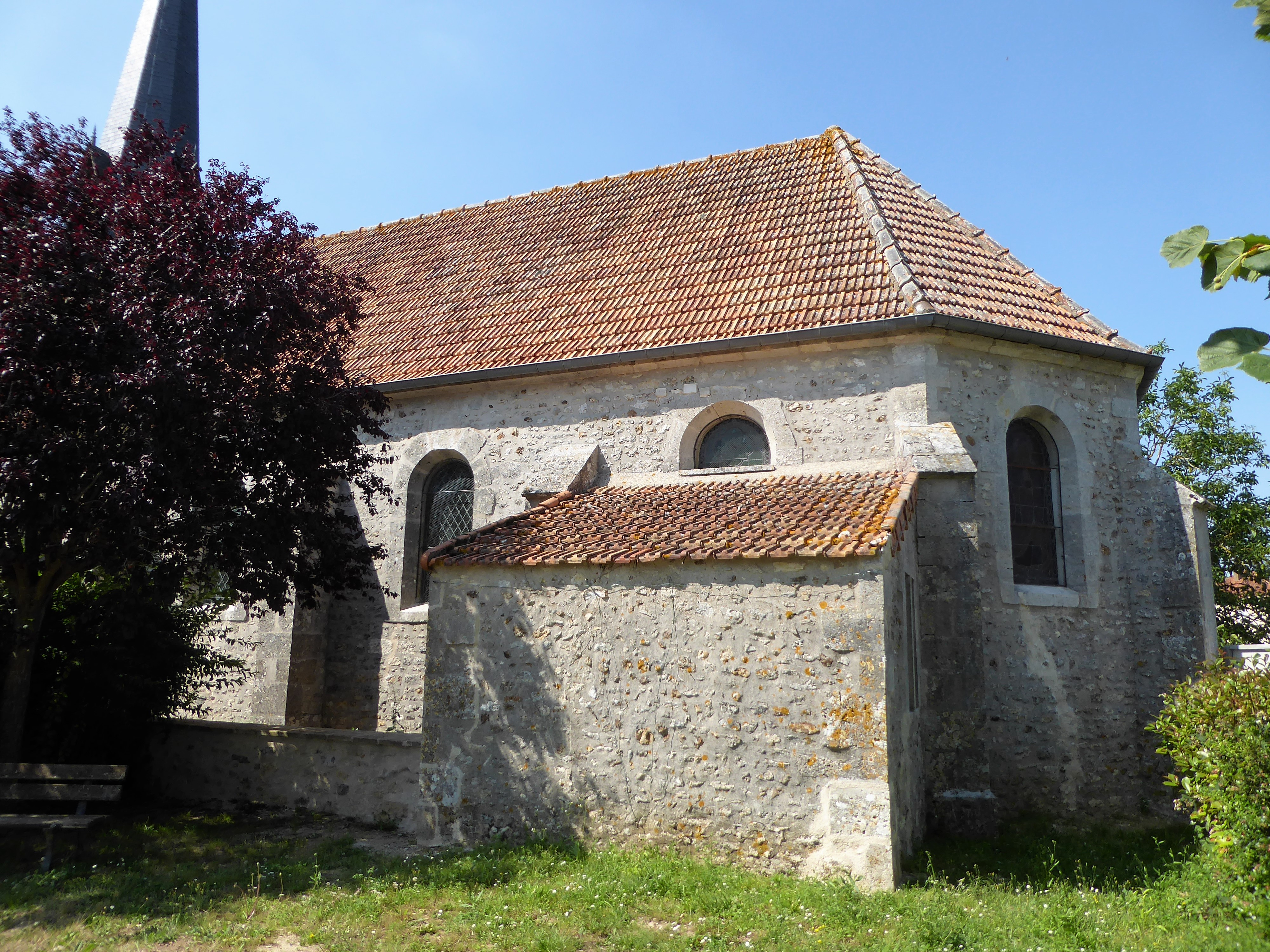
Chevet.